# Acacia palmeri
Acacia palmeri é uma espécie de leguminosa do gênero Acacia, pertencente à família Fabaceae.